# Γ-羟基丁酸
γ-羟基丁酸，又称4-羟基丁酸，（gamma-Hydroxybutyric acid），是一种在中枢神经系统中发现的天然物质，亦存在于葡萄酒、牛肉、柑橘属水果中，也少量存在于几乎所有动物体内。该神经药物因无色无味並会導致暂时性记忆丧失、噁心、呕吐等症状，而被犯罪分子用作麻醉药品或迷姦药物，中文又稱神仙水、聽話水，或迷姦水、G水。
γ-羟基丁酸可在人体细胞内合成，结构上与酮体β-羟基丁酸相似。在实际使用中，通常使用γ-羟基丁酸的钾盐或钠盐。γ-羟基丁酸也可由发酵产生，因此也存在于一些啤酒或葡萄酒中。琥珀酸半醛脱氢酶缺乏症可造成GHB在血液中累积，造成麻醉效果。
历史上，γ-羟基丁酸曾被用作常用镇静剂，用于治疗失眠、抑郁症、发作性嗜睡病和酗酒，也被用于提高运动员成绩。它在美国属于限制使用药物，被称作Xyrem，由Jazz Pharmaceuticals公司销售，用于治疗与发作性嗜睡病患者的日间嗜睡症状。该神经药物在许多地区被认定为毒品而禁用（其在中国大陆是第一类精神药品，在台湾是管制类精神药物）。

## 历史
4-羟基丁酸由俄國化學家亚历山大·扎伊采夫于1874年首次合成。1960年代初，法國神經生物學家Henri Laborit博士在研究神经递质γ-氨基丁酸（GABA）时对4-羟基丁酸对人的作用进行了全面研究。4-羟基丁酸很快被大量使用，因为它副作用小，持续时间短。但其缺点是应用剂量范围窄（虽然有很高的半数致死量），且当与酒精或其他中枢神经系统镇静剂混用时会有危险。
在法国、意大利和其他欧洲国家，-羟基丁酸几十年来一直被大量使用，作为安眠药和分娩时的麻醉剂。但其被滥用的问题和新药的开发已导致4-羟基丁酸的使用日益减少。现在-羟基丁酸一般只被用于治疗嗜睡症，同时也越来越少地被用于酗酒的治疗。

## 性质及制备
-羟基丁酸熔点202℃，沸点193-197℃（747 torr），密度1.1405g·cm-3，pKa为4.67，本征溶解度为51.2g（25℃）。
一般-羟基丁酸由向γ-丁内酯（GBL）的乙醇或水溶液中加入氢氧化钠（碱液）的方法合成。目前原料γ-丁内酯被限制使用，现在开始更多地采用以四氢呋喃（THF）为原料进行合成。

值得注意的是，作为前体药物的γ-丁内酯是一种广泛应用于去污清洁剂的工业用溶剂，相对较容易获得；而且GBL在进入人的胃后，可以在一定条件下直接转化为GHB。前体药物1,4-丁二醇同样在一定情况下可以在人的胃中转化为γ-羟基丁酸。因此在美国的一些州，这两种药物也被列为管制物质。

## 药理学
在中枢神经系统中，4-羟基丁酸至少有两个特异性结合位点。-羟基丁酸可作用于新发现的-羟基丁酸受体产生兴奋，也可作用于γ-氨基丁酸受体产生抑制。-羟基丁酸可在哺乳动物大脑（mammalian brain）内自然合成，并发挥神经递质的作用。-羟基丁酸可在γ-氨基丁酸神经元中由γ-氨基丁酸合成，并在神经元兴奋时释放出去。

## 医疗用途
-羟基丁酸自1960年代开始被用作常用麻醉剂，治疗失眠、抑郁症并用于提高运动成绩。在意大利，-羟基丁酸以Alcove的商品名（ATC代码N07BB）出售，γ-羟丁酸被用于治疗酒精依赖（每天50至100毫克每公斤体重，分3次或更多次服用），包括迅速戒酒和短期到长期戒毒。